# Телескопическая дубинка

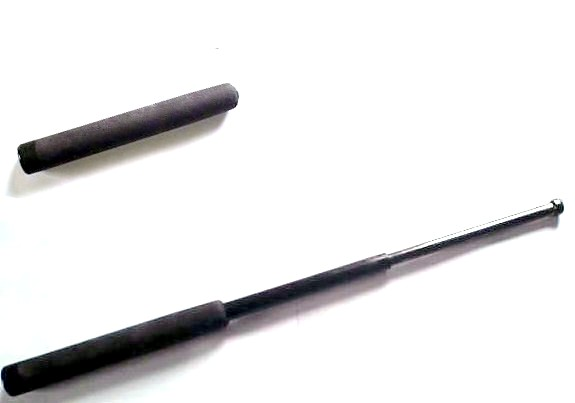
53-сантиметровая телескопическая дубинка ASP в сложенном и боевом положениях

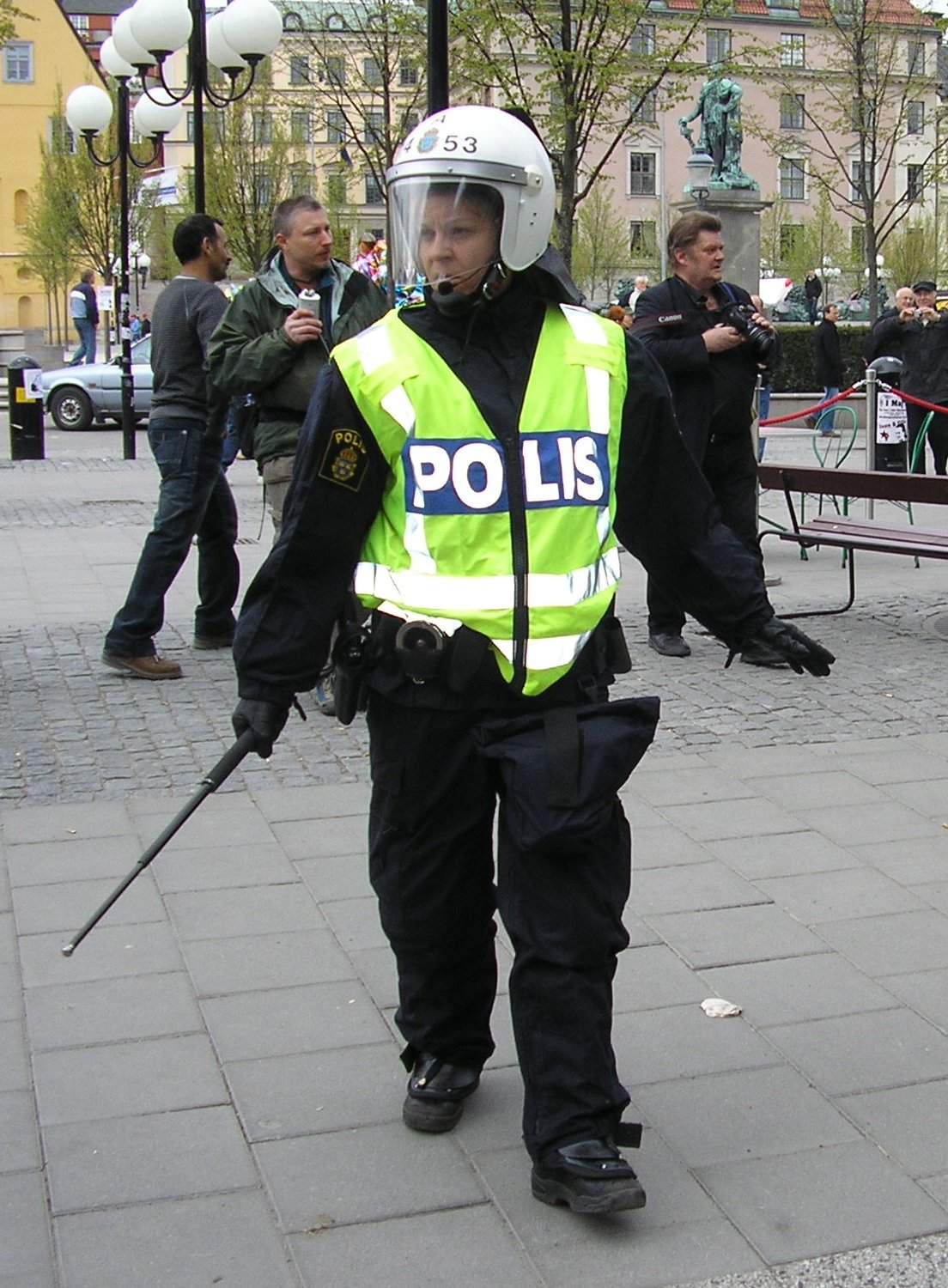
Сотрудница шведской полиции с телескопической дубинкой

Телескопическая дубинка — оружие нелетального действия, в основном используемое полицейскими службами в большом количестве стран, обычно изготавливается из стали, алюминия, резины, пластика.

## Конструкция
Конструкция изделия представляет собой совокупность частей цилиндрической формы, вложенных одна в другую по принципу телескопа. В боевом состоянии цилиндры выдвигаются на длину, ограниченную внутренними упорами.
Существуют три варианта изготовления дубинок:
- из пластика, поражающей частью которой является резиновый хлыст, в конец которого вварен металлический шар;
- из нескольких металлических цилиндров;
- из внешнего металлического цилиндра и двух-трёх стальных пружин, вложенных, соответственно, друг в друга.

Существует несколько видов изделий, отличающихся принципом работы:
- Фрикционные — цилиндры фиксируются резким движением с помощью сил трения скольжения
- С замком — звенья фиксируются замком, открываемым для складывания кнопкой в торце, либо поворотом (редко)

## Правовые аспекты
В некоторых странах телескопические дубинки выпускаются промышленным способом и состоят на вооружении полицейских подразделений. В Республике Беларусь, России, Эстонии и  Украине свободный оборот телескопических дубинок запрещён, и в подавляющем большинстве случаев встречаются самодельные изделия. В России не существует запрета на конкретно телескопические дубинки, но запрещены «другие (помимо кистеней, кастетов, сюрикенов и бумерангов) специально приспособленные для использования в качестве оружия предметы ударно-дробящего и метательного действия, за исключением спортивных снарядов и указанных предметов, имеющих культурную ценность и используемых в культурных и образовательных целях».
Телескопическая дубинка относится к классу холодного оружия ударно-раздробляющего действия, и на данный момент уголовная ответственность в РФ осталась только за сбыт и изготовление холодного оружия. За ношение применяется административная ответственность.
При расследовании уголовных дел, связанных с нанесением телесных повреждений, применение телескопической дубинки является отягчающим обстоятельством для суда как применение запрещённого вида холодного оружия и обычно ведёт к увеличению срока лишения свободы.